# نادر الشرقاوي
نادر الشرقاوي (ولد في 9 ديسمبر 1967) هو كاتب وروائي وسياسي مصري، شَغَلَ سابقاً منصب الأمين العام لحزب المصريين الأحرار ثُمَ عُيِّنَ عضواً بالمجلس المصري للشئون الخارجية.

## تعليمه
حاصِل على بكالوريوس علوم في الكيمياء الحيوية من جامعة الإسكندرية.

## نشاطه السياسي
- سياسى ليبرالي.
- 2011 أحد مؤسسين حزب المصريين الأحرار.[2]
- يونيو 2011 عُيِّنَ سكرتير عام عن حزب المصريين الأحرار بمحافظة جنوب سيناء.
- مايو 2013 تَم إنتخابه عضو للهيئة العليا لحزب المصريين الأحرار.[3]
- أكتوبر 2013 تَم تعيينه أمين عام حزب المصريين الأحرار بالخارج.
- أغسطس 2014 تَم إختياره عضواً بالمجلس المصرى للشئون الخارجية.
- يوليو 2016 تَم تَكليفه أميناً عاماً لحزب المصريين الأحرار.
- قام بزيارات للأمم المتحدة في جنيف ونيويورك ثم مجلسي العموم واللوردات البريطانيين والبونستاج الألماني ومجلس  الدوما الروسي والبرلمان الإيطالي دعما للموقف المصري خاصة بعد ثورة 2013.

## نشاطه الإعلامي والأدبي
- نُشر له  العديد من المقالات والحوارات في الصحف الكبرى، في مجال السياسة، والتنوير الفكري والثقافي.
- شارك في العديد من البرامج الحوارية في محطات التليفيزيون المصرية والأوروبية.

تم إصدار أولى أعماله الأدبية في شهر مارس من عام 2021 بعنوان "العملية ديتوكس" وفى شهر أغسطس من عام 2023 نَشَرت له دار المحروسة ثاني أعماله الروائية بعنوان "إدريس هارلم".